# Staraja Milejeuka
Staraja Milejeuka (biał. Старая Мілееўка; ros. Старая Милеевка, pol. hist. Milejówka) – wieś na Białorusi, w obwodzie mohylewskim, w rejonie mohylewskim, w sielsowiecie Machawa.
W XIX w. wieś i majątek ziemski należący do Potapowiczów. Do 1917 położona była w Rosji, w guberni mohylewskiej, w powiecie bychowskim. Następnie w granicach Związku Sowieckiego. Od 1991 w niepodległej Białorusi.